# Spaanse escudo
De escudo was de naam voor twee verschillende Spaanse valuta. Escudo betekent schild of wapenschild.

## Gouden escudo, 1566-1833

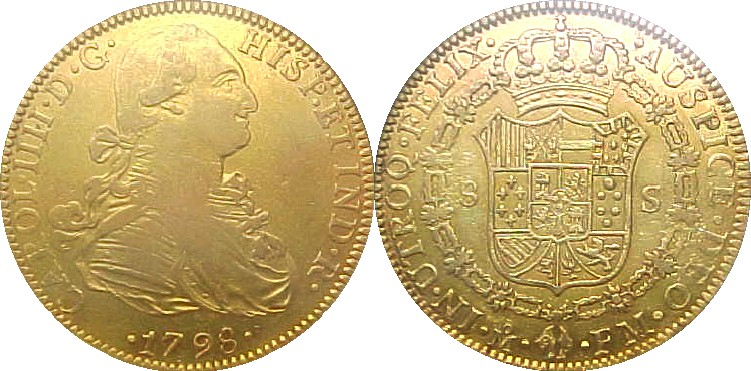
Een acht escudo munt

De eerste escudo was een munt met een waarde van 16 reales de plata fuertes of 40 reales de vellón. De escudo werd in 1566 geïntroduceerd en werd tot 1833 gebruikt. De 2 escudo munt staat ook wel bekend als dubloen.

## Zilveren escudo, 1864-1869
De tweede escudo was de standaard valuta in Spanje tussen 1864 en 1869. Hij werd verdeeld in 100 céntimos de escudo. De escudo verving de real in de verhouding 10 real = 1 escudo. De escudo zelf werd vervangen door de peseta in de verhouding 2½ pesetas = 1 escudo, toen Spanje lid werd van de Latijnse muntunie.
De zilveren escudo had de waarde van een kwart van de gouden escudo.